# Gunter Jacob
Gunter Jacob (10 mei 1968) is een Belgische  gewezen voetballer. Hij was technisch directeur van KRC Genk tot 13 januari 2015 toen hij besloot om zijn ontslag aan te bieden.

## Spelerscarrière
Jacob debuteerde bij Sint-Truiden VV. In eerste instantie speelde hij vooral als linksbuiten, later was hij voornamelijk centraal op het middenveld terug te vinden. Met zijn techniek groeide hij uit tot een beloftevolle speler in het elftal van trainer Guy Mangelschots. Jacob was in die dagen in Sint-Truiden een ploegmaat van onder meer Marc Wilmots en Danny Boffin. Deze jonge spelers waren gewild op de transfermarkt.
Toch duurde het tot 1989 alvorens Jacob STVV verliet. Hij stapte toen over naar Standard Luik dat getraind werd door Georg Kessler. Maar Jacob wist er niet door te breken. Na twee magere jaren tekende hij na enkele speeldagen tijdens het seizoen 1991/92 een contract bij RWDM. In Molenbeek kwam hij regelmatiger aan spelen toe. Vooral onder het gezag van trainer René Vandereycken kende zowel Jacob als de rest van het team een bloeiperiode. In 1996 plaatste RWDM zich voor de UEFA Cup, maar die deelname draaide een seizoen later op een flop uit. Reeds in de eerste ronde werd de Brusselse club uitgeschakeld door Beşiktaş JK. Aan het einde van het seizoen zochten heel wat spelers, en ook trainer Vandereycken, andere clubs. Jacob zelf ging naar KV Mechelen, dat net naar Tweede Klasse was gedegradeerd.
In Mechelen trachtte Jacob om KV Mechelen terug naar de hoogste afdeling te loodsen. Na twee seizoenen in Tweede Klasse werd KV Mechelen kampioen en mocht de club promoveren. Na deze titel zette Jacob een punt achter zijn spelerscarrière.

## Trainerscarrière
In 1999 was hij even trainer van KV Mechelen. Nadien werd hij actief in het voetbalmilieu als advocaat en manager.

### KRC Genk
In augustus 2011 werd hij na het opstappen van trainer Frank Vercauteren aangesteld als technisch directeur bij KRC Genk. Na een inloopperiode van een paar maanden kondigde Jacob in januari 2012 aan dat hij in de wintertransferperiode van 2012 nog de verantwoordelijkheid zou delen met Dirk Degraen, maar dat laatstgenoemde daarna het sportieve meer aan Jacob zou overlaten. Tijdens Jacobs ambtstermijn deed Genk enkele winstgevende transfers: Kalidou Koulibaly werd met winst doorverkocht, en Sergej Milinković-Savić – door Jacob ontdekt toen hij diens broer Vanja ging scouten – werd na het vertrek van Jacob voor meer dan het tienvoudige van de aankoopprijs verkocht. Aan de andere kant werd er bij de aanwerving van spelers soms te veel naar de voetbaltechnische kwaliteiten gekeken: zo redde Tornike Okriashvili het, ondanks zijn onmiskenbaar voetbaltalent, niet bij de Limburgers.
Op 17 oktober 2014 kondigde KRC Genk aan dat het zijn sportieve cel versterkt had met hoofscout Roland Janssen, ex-spelers Koen Daerden en Dimitri De Condé en toenmalig hoofdtrainer Alex McLeish. Eerder die dag had een groep van 450 Genk-supporters die waren opgedaagd aan de Cristal Arena het sportief beleid zwaar op de korrel genomen, en werd er door de leden van een bepaalde protestgroep zelfs een doodskist het stadion ingedragen die de goede sfeer symbolisch ten grave droeg. Op 13 januari 2015 legde Jacob, die al een tijdje op de korrel genomen werd door de supporters, zijn functie neer na herhaaldelijke supportersgezangen.

### Olympique Marseille
In juli 2016 werd hij sportief directeur bij Olympique Marseille. Het was een Zwitserse makelaar die hem in contact bracht met Margarita Louis-Dreyfus, die de club evenwel kort daarna verkocht aan de Amerikaan Frank McCourt. In de zomer van 2016 haalde Marseille naast de Belgische aanvaller Aaron Leya Iseka – de broer van Michy Batshuayi, die in diezelfde zomer van 2016 voor zo'n 40 miljoen euro van Marseille naar Chelsea FC was verhuisd – ook onder andere ex-Standard-speler William Vainqueur binnen.
Nog geen 100 dagen na zijn aanstelling kwam er in onderling overleg een einde aan het avontuur van Jacob bij de Franse club. Hij werd er opgevolgd door de Spanjaard Andoni Zubizarreta, die deze functie van 2010 tot 2015 had uitgeoefend bij FC Barcelona.

## Televisie
Totdat hij technisch directeur werd bij KRC Genk werkte hij als voetbalanalist bij Sporting Telenet, hij was geregeld de gast in het voormalige programma Sporting Replay.